# Елизаветовка (Весёловский район)
Елизаветовка (укр. Єлизаветівка) — село,
Весёловский поселковый совет,
Весёловский район,
Запорожская область,
Украина.
Код КОАТУУ — 2321255101. Население по переписи 2001 года составляло 397 человек.

## Географическое положение
Село Елизаветовка находится на берегу Канала Р-9,
на расстоянии в 7 км от села Широкое.